# Little Rock (Minnesota)
Little Rock – jednostka osadnicza w Stanach Zjednoczonych, w stanie Minnesota, w hrabstwie Beltrami.